# Pitten (vattendrag)
Pitten är ett vattendrag i Österrike.   Det ligger i förbundslandet Niederösterreich, i den östra delen av landet, 50 km söder om huvudstaden Wien.
I omgivningarna runt Pitten växer i huvudsak blandskog. Runt Pitten är det ganska tätbefolkat, med 75 invånare per kvadratkilometer.